# Jacob Tours
Jacob Tours (Rotterdam, 1759 - 11 de març de 1811) fou un compositor i organista neerlandès, pare i avi respectivament, dels també compositors Bartolomeus i Berthold.
Primerament fou organista a Masslouis i després a Rotterdam. És autor de nombroses composicions religioses, així com de simfonies, obertures, concerts per a piano, etc.